# 극한환경 미생물

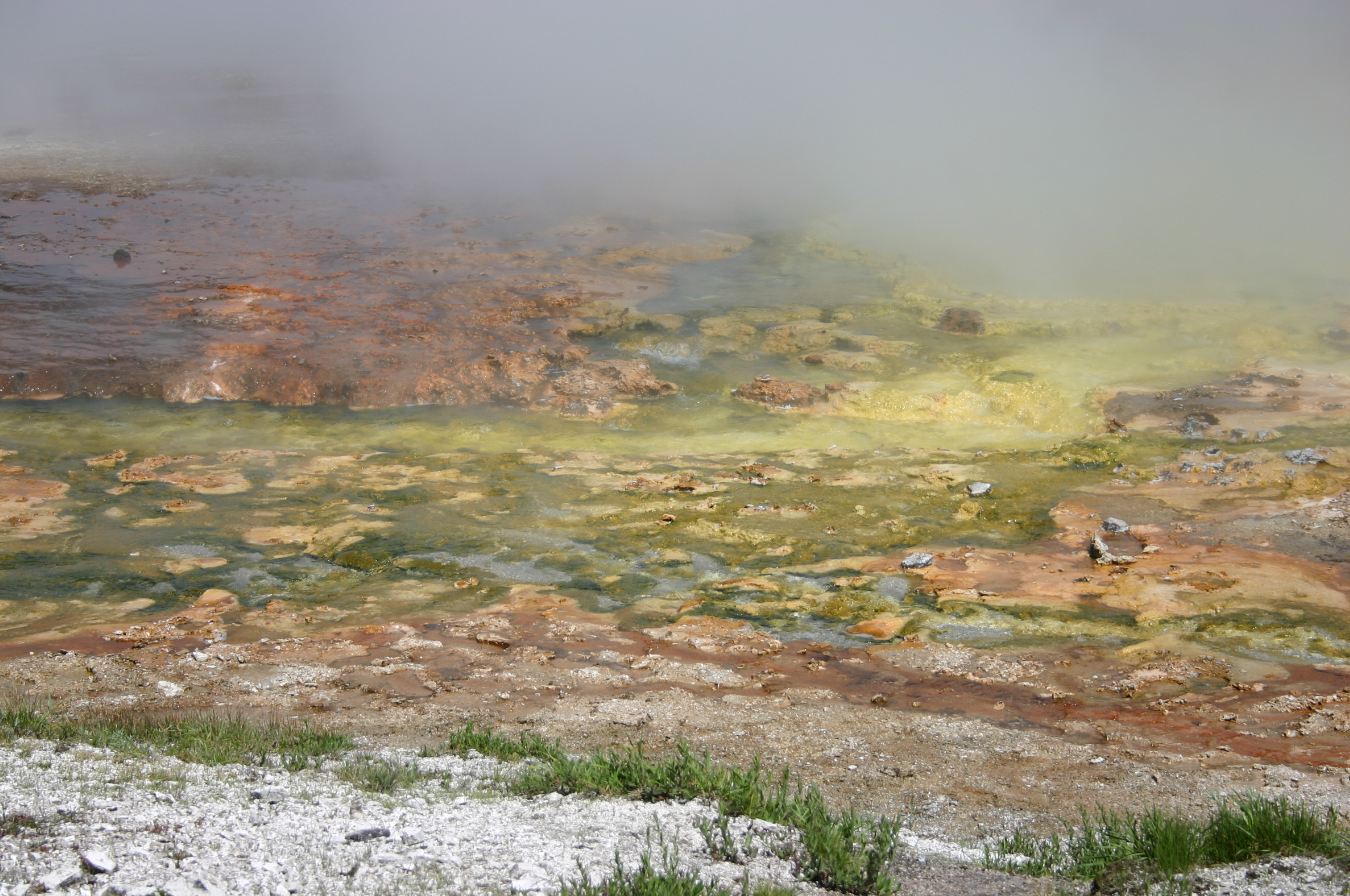
초호열성 세균이 번식하는 온천지, 미국 옐로스톤 국립공원

극한환경 미생물(極限環境 微生物, 영어: extremophile)은 극한의 환경 조건에서만 증식할 수 있는 미생물들을 총칭한다. 여기서 정의되는 극한의 환경이란 일반적인 동물, 식물, 미생물의 생활 환경에서 크게 벗어나는 것을 가리킨다. 사람의 입장에서 극한환경이라고 정의해도, 극한환경 미생물에게는 오히려 사람의 생활 환경이 극한환경일 가능성도 있다.
방사선 내성균이나 유기용매 내성균은 이들 환경에서만 증식할 수 있는 것이 아니라 오히려 일반적인 조건이 더 적합한 환경이지만, 극한환경 미생물에 포함시키는 경우가 많다.

## 같이 보기
- 열수분출공
- 생명의 기원